# Let West Air Sweden 294
Let West Air Sweden 294 byl nákladní let, který havaroval 8. ledna 2016 na trase z Oslo do Tromsø v Norsku. Přibližně 30 minut po startu bylo po volání Mayday spojení s letadlem ztraceno. Zničené letadlo bylo později nalezeno v odlehlé oblasti v severním Švédsku. V místě pádu byl veliký kráter lemovaný zčernalým sněhem a ohořelé trosky naznačovaly, že letadlo spadlo téměř kolmo.

## Letadlo
Stroj typu Bombardier CRJ200 sériového čísla (MSN) 7010 byl vyroben v roce 1993 pro společnost Lufthansa CityLine, která jej provozovala až do konce roku 2006 pod registrací D‑ACLE. Pak stroj prošel přestavbou na nákladní letadlo a od roku 2007 s ním létala společnost West Air Sweden pod registrací SE‑DUX. V době nehody měl nalétáno 38 600 letových hodin během více než 31 tisíc cyklů. Kapitán letadla absolvoval 3200 letových hodin, z nich bylo 2016 na tomto typu letadla; první důstojník nalétal 3050 hodin, z nich bylo 900 na tomto typu.

## Let
Nákladní letadlo odstartovalo z letiště Oslo ve 23:11 hodin místního času k letu do Tromsø a neslo 4,5 tuny pošty. V letové hladině 330 a přibližně ve 23:31 letadlo vydalo signál Mayday předtím, než byla komunikace ztracena a letadlo zmizelo z obrazovek radarů řízení letového provozu. Podle sledovací služby Flightradar24 letadlo ztratilo za 60 sekund výšku 6485 m a dopadlo v 00:18 rychlostí 940 km/h na zem.

## Pátrání
Norské a švédské orgány hledající letadlo objevily trosky ve 03:10 ráno. Místo havárie leží v nadmořské výšce 1000 m v odlehlé oblasti severního Švédska nedaleko jezera Akkajaure, přibližně 10 kilometrů od norské hranice. Na místě vznikl kráter hluboký 6 metrů a trosky byly roztroušeny v kruhu o poloměru pouhých 50 metrů, což ukazovalo na téměř kolmý náraz ve vysoké rychlosti.

## Vyšetřování
Vyšetřování pádu zahájila švédská komise pro vyšetřování nehod (Statens Haverikommission, SHK). Zapisovač letových záznamů (FDR) byl objeven 9. ledna 2016 vážně poničený, stejně tak byly nalezeny poškozené části černé skřínky (CVR), část paměti chyběla. Následujícího dne byly vedle lidských ostatků nalezeny i zbylé části CVR. SHK oznámila 12. ledna, že v tísňovém volání se opakovalo slovo Mayday bez dalších podrobností. 26. ledna SHK oznámila, že dokázala přečíst záznamy CVR i FDR, podrobuje je analýze a ověřuje jejich platnost.
Sled nešťastných událostí začal v době, kdy si posádka rozsvítila v kabině, aby viděla na seznam přistávacích procedur. Tím ztratila rozpoznávací body mimo kokpit, jako čáru horizontu nebo světla měst. Nedlouho poté došlo k závadě na inerciální referenční jednotce číslo jedna, která začala dodávat špatné údaje hlavnímu pilotovi a rovněž letovým zapisovačům. Podle nich se příď letounu začala ostře zvedat, což by nevyhnutelně vedlo k přetažení letounu a následnému pádu. Na to kapitán reagoval okamžitým potlačením páky řízení směrem od sebe, aby toto vyrovnal. Ovšem údaje druhého pilota byly jiné (správné) a ten tak naopak začal příď letounu zvedat. V tu chvíli systém letadla zareagoval zobrazením hlášky o protichůdných povelech řízení obou pilotů, bohužel kvůli nedostatku rozpoznávacích bodů mimo kokpit nebylo možné snadno určit, kterým směrem letadlo letí, tedy jestli nahorů nebo dolů. Navíc se po několika sekundách tato hláška vypnula, protože systém byl nastaven tak, aby v kritické situaci zobrazoval pouze důležité údaje. Během celé této doby spolu oba piloti téměř vůbec nekomunikovali a každý z nich se řídil pouze svou obrazovkou. V momentu, kdy si rozporných údajů všimli, se už ale letadlo převrátilo podvozkem vzhůru a vysokou rychlostí se řítilo k zemi. Oba piloti v té chvili zažívali extrémní negativní přetížení, jež velmi ztížilo rychlé a správné rozhodování. Výsledkem byl dopad letounu v obrovské rychlosti a jeho totální zničení.
Závěrečnou zprávu SHK publikovala 12. prosince 2016. Vyšetřovatelé dospěli k závěrům, že nehoda byla způsobena nedostatečnými předpoklady pro zvládnutí selhání redundantního systému. K nehodě přispěly také následující okolnosti:
- absence účinného systému pro komunikaci v mimořádných situacích;
- systém neposkytl dostatečné pokyny ohledně poruch, které se vyskytly;
- počáteční manévr, který vyústil v negativní přetížení, pravděpodobně ovlivnil schopnost pilotů zvládnout situaci.